# Węgierska Formuła 2000 Sezon 2004
Węgierska Formuła 2000 Sezon 2004 – trzynasty sezon Węgierskiej Formuły 2000.

## Kalendarz wyścigów
| Runda | Data           | Tor           | Pole position | Najszybsze okrążenie | Zwycięzca (kierowcy) | Zwycięzca (zespoły)      |
| ----- | -------------- | ------------- | ------------- | -------------------- | -------------------- | ------------------------ |
| 1     | 1 maja         | Hungaroring   | ?             | ?                    | Chanoch Nissany      | Szász Racing Team        |
| 2     | 2 maja         | Hungaroring   | ?             | ?                    | Chanoch Nissany      | Szász Racing Team        |
| 3     | 29 maja        | Pecz          | ?             | ?                    | Balázs Pődör         | Patkó Autó- Motorsport   |
| 4     | 30 maja        | Pecz          | ?             | ?                    | Zoltán Balatincz     | Patkó Autó- Motorsport   |
| 5     | 26 czerwca     | Kiskunlacháza | ?             | ?                    | Chanoch Nissany      | Szász Racing Team        |
| 6     | 27 czerwca     | Kiskunlacháza | ?             | ?                    | Chanoch Nissany      | Szász Racing Team        |
| 7     | 17 lipca       | Parádsasvár   | ?             | ?                    | Chanoch Nissany      | Szász Racing Team        |
| 8     | 18 lipca       | Parádsasvár   | ?             | ?                    | Chanoch Nissany      | Szász Racing Team        |
| 9     | 4 września     | Hungaroring   | ?             | ?                    | Barna Paár           | Regale Racing Motorsport |
| 10    | 5 września     | Hungaroring   | ?             | ?                    | Barna Paár           | Regale Racing Motorsport |
| 11    | 2 października | Hungaroring   | ?             | ?                    | Chanoch Nissany      | Szász Racing Team        |
| 12    | 3 października | Hungaroring   | ?             | ?                    | Chanoch Nissany      | Szász Racing Team        |

## Klasyfikacja kierowców
| Legenda oznaczeń w tabelach wyników Wyświetl szablon na nowej stronie | Legenda oznaczeń w tabelach wyników Wyświetl szablon na nowej stronie                                                                     |
| Oznaczenie                                                            | Wyjaśnienie |
| --------------------------------------------------------------------- | --- |
| Złoty                                                                 | Zwycięzca lub mistrzostwo |
| Srebrny                                                               | 2. miejsce lub wicemistrzostwo |
| Brązowy                                                               | 3. miejsce lub II wicemistrzostwo |
| Zielony                                                               | Ukończył, punktował (w klasyfikacji generalnej, gdy zdobył co najmniej jeden punkt na przestrzeni sezonu, poza trzema powyższymi opcjami) |
| Niebieski                                                             | Ukończył, nie punktował (w klasyfikacji generalnej, gdy nie zdobył co najmniej jednego punktu na przestrzeni sezonu)                      |
| Czerwony                                                              | Nie zakwalifikował się (NZ) |
| Czerwony                                                              | Nie prekwalifikował się (NPK) |
| Różowy                                                                | Nie ukończył (NU) |
| Różowy                                                                | Niesklasyfikowany (NS) (w klasyfikacji generalnej, gdy nie został sklasyfikowany w żadnym wyścigu sezonu)                                 |
| Czarny                                                                | Zdyskwalifikowany (DK) |
| Czarny                                                                | Wykluczony (WYK/EX) |
| Biały                                                                 | Nie wystartował (NW) |
| Biały                                                                 | Kontuzjowany (K/INJ) |
| Biały                                                                 | Wyścig odwołany (OD/C) |
| Bez koloru                                                            | Został wycofany (WYC/WD) |
| Bez koloru                                                            | Nie przybył (NP/DNA) |
| Bez koloru                                                            | Nie brał udziału w treningach (NT/DNP) |
| Bez koloru                                                            | Nie został zgłoszony (–) |
| Pogrubienie                                                           | Start z pole position |
| Kursywa                                                               | Najszybsze okrążenie wyścigu |
| †                                                                     | Nie ukończył, ale jego rezultat został zaliczony ze względu na przejechanie więcej niż 90% dystansu wyścigu.                              |
| *                                                                     | Sezon w trakcie |
| 1/2/3                                                                 | Punktowana pozycja w sprincie kwalifikacyjnym                                                                                             |
| Lista systemów punktacji Formuły 1                                    | |

| Poz. | Kierowca         | Zespół                   | HUN | HUN | PCS | PCS | KIS | KIS | PAR | PAR | HUN | HUN | HUN | HUN | Punkty |
| ---- | ---------------- | ------------------------ | --- | --- | --- | --- | --- | --- | --- | --- | --- | --- | --- | --- | ------ |
| 1    | Chanoch Nissany  | Szász Racing Team        | 1   | 1   | 3   | 3   | 1   | 1   | 1   | 1   | NU  | 5   | 1   | 1   | 96     |
| 2    | Balázs Pődör     | Patkó Autó- Motorsport   | 2   | 2   | 1   | 2   | 2   | 2   | 3   | 5   | 2   | 2   | 2   | 2   | 92     |
| 3    | Zoltán Balatincz | Patkó Autó- Motorsport   | 3   | 3   | 2   | 1   | 3   | 5   | 2   | 2   | NU  | NU  | 3   | 7   | 64     |
| 4    | Bianca Steiner   | Szász Racing Team        | 5   | 5   | 5   | 4   | 5   | 3   | 5   | 3   | 4   | 4   | 5   | 5   | 55     |
| 5    | László Eszenyi   | VOLÁN Autós              | 4   | 4   | 7   | NU  | –   | –   | –   | –   | 3   | 3   | 4   | 3   | 35     |
| 6    | Krisztián Fekete | PI-DO Racing Team        | –   | –   | 4   | 6   | –   | –   | –   | –   | 5   | 6   | 6   | 6   | 21     |
| NS   | Barna Paár       | Regale Racing Motorsport | –   | –   | –   | –   | –   | –   | –   | –   | 1   | 1   | –   | –   | 20     |
| NS   | Bálint Gyenis    | Góliát Rallye Team       | –   | –   | 6   | 5   | –   | –   | 6   | 6   | –   | –   | –   | –   | 13     |
| NS   | Zsolt Csüllög    | VOLÁN Autós              | NU  | 6   | –   | –   | –   | –   | –   | –   | –   | –   | –   | –   | 3      |
| NS   | Tamás Földi      | HM Motorsport            | 6   | NU  | –   | –   | –   | –   | –   | –   | NU  | –   | –   | –   | 3      |
| NS   | Béla Nyitray     | PI-DO Racing Team        | –   | –   | –   | –   | –   | –   | –   | –   | 6   | NU  | NU  | –   | 3      |
| NS   | Zoltán Fekete    | PI-DO Racing Team        | –   | –   | –   | –   | –   | –   | –   | –   | NU  | NW  | 7   | 8   | 3      |
| NS   | László Harkányi  | VOLÁN Autós              | –   | –   | –   | –   | NU  | NU  | –   | –   | –   | –   | –   | –   | 0      |